# آلي ماكليود (لاعب كرة قدم بريطاني)
آلي ماكليود (بالإنجليزية: Ally McLeod)‏ هو لاعب كرة قدم بريطاني في مركز الهجوم، ولد في 1951 في غلاسكو في المملكة المتحدة. شارك مع منتخب اسكتلندا تحت 21 سنة لكرة القدم. أما مع النوادي، فقد لعب مع كوين أوف ساوث ونادي سانت ميرين ونادي ساوثهامبتون ونادي ستنهاوسموير ونادي هيبرنيان وهاميلتون أكاديميكال وهدرسفيلد تاون.